# هيرويوكي أندو
هيرويوكي أندو (باليابانية: 遠藤大由؛ بالكانا: えんどう・ひろゆき) هو لاعب كرة الريشة ياباني، ولد في 16 ديسمبر 1986 في كاواغوتشي في اليابان.

## وصلات خارجية
- هيرويوكي أندو على موقع BWF.tournamentsoftware.com (الإنجليزية)
- هيرويوكي أندو على موقع BWFbadminton.com (الإنجليزية)
- هيرويوكي أندو على موقع اللجنة الأولمبية الدولية (الإنجليزية)
- هيرويوكي أندو على موقع أوليمبيديا (الإنجليزية)